# Connettomica
La connettomica (network neuroscience) è una branca delle neuroscienze che si propone di studiare il sistema nervoso centrale mappandone le componenti fondamentali e le loro connessioni ed interazioni. Come altre discipline scientifiche inerenti al campo della biologia e basate su big data ed analisi di reti di larga scala, la connettomica rientra nelle discipline omiche.
La connettomica si basa su un approccio network-based che consente di descrivere un sistema complesso, quale il cervello, come rete o grafo composto da unità fondamentali, dette nodi, e loro connessioni. Questa rappresentazione può essere effettuata a diverse scale, microscopica, mesoscopica e macroscopica, che si differenziano in termini di livelli di organizzazione (e.g., neuroni, circuiti, sistemi o intero encefalo).
A livello macroscopico, la connettomica ha permesso di identificare alcune caratteristiche globali e stabili delle reti, come la proprietà di small-worldness, osservata sia a livello strutturale che funzionale, che descrive l'equilibrio tra segregazione ed integrazione dell'architettura cerebrale.
Inoltre, grazie all'approccio network-based, molte aree cerebrali sono state consistentemente identificate da numerosi studi come potenziali hub di rete.

## Livelli di organizzazione
La connettomica può essere studiata a diverse scale, a partire dalla singola cellula nervosa fino ad aree e circuiti cerebrali, e a diverse risoluzioni spaziali comprese tra nanometri e centimetri.

### Scala microscopica
A livello microscopico (nm-μm), la connettomica studia le sinapsi e le interazioni tra singole cellule (neuroni). In questo caso è possibile esclusivamente lo studio dei tessuti cerebrali post-mortem per mezzo di microscopio elettronico.

### Scala mesoscopica
A livello mesoscopico (μm-mm), il connettoma mappa le interazioni tra gruppi anatomicamente distinti di neuroni che costituiscono diverse aree cerebrali.

### Scala macroscopica
A livello macroscopico (mm-cm), la connettomica mappa le connessioni strutturali (e.g. fasci di materia bianca) e le interazioni funzionali (e.g. co-attivazioni), di aree cerebrali anatomicamente o funzionalmente definite. In questo caso lo studio della connettomica è reso possibile da tecniche di neuroimmagini tra le quali predomina l'imaging a risonanza magnetica. Tuttavia le interazioni funzionali possono essere studiate anche tramite spettroscopia funzionale nel vicino infrarosso ed elettroencefalografia. La connettomica su macroscala è la più indicata per la mappatura del cervello umano e delle sue connessioni in quanto eseguibile in-vivo consentendo inoltre una diretta associazione con i processi cognitivi.

## Metodi

### Analisi dei grafi

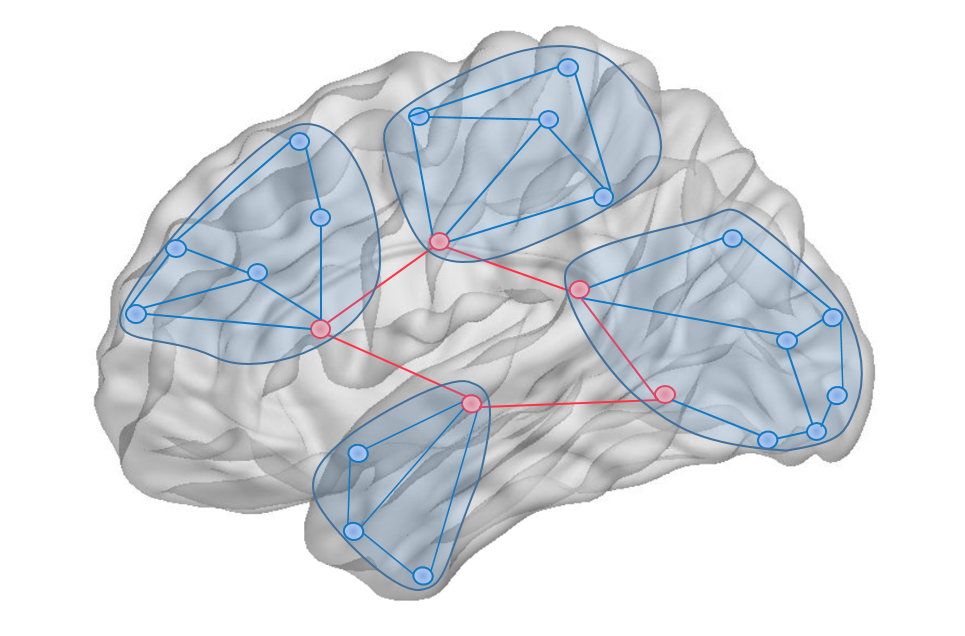
Esempio di connettoma nel quale sono rappresentate le proprietà di segregazione (in blu) ed integrazione (in rosso).

La teoria dei grafi, si è sviluppata come branca della matematica, a partire dal XVIII secolo, e da allora ha visto la sua applicazione in svariate discipline scientifiche. Congiuntamente all'analisi network-based, l'analisi dei grafi è generalmente utilizzata per la rappresentazione di sistemi complessi. L'applicazione della teoria dei grafi alla descrizione del sistema nervoso centrale è avvenuta negli ultimi decenni, e ha dato il via allo studio del connettoma umano, consentendo l'indagine dell'architettura e della topologia cerebrale da un punto di vista strutturale e funzionale.
Una rete o grafo è una rappresentazione matematica definita tramite unità fondamentali, dette nodi (o vertici) e loro connessioni. Queste ultime possono descrivere un qualsiasi tipo di relazione tra coppie di nodi. Le reti così definite possono essere rappresentate tramite notazione matriciale. Nello specifico si definiscono matrici di adiacenza M×M, in cui ogni elemento mij rappresenta una connessione tra la coppia di nodi i-esimo e j-esimo. Gli elementi della matrice, mij, possono assumere un valore binario (1 o 0), esprimendo semplicemente l'esistenza o meno di una connessione tra una coppia di nodi, o possono avere un peso che descrive la forza della connessione della coppia di nodi. Inoltre le matrici possono essere simmetriche, ovvero l'informazione contenuta nella matrice triangolare superiore equivale a quella contenuta nella triangolare inferiore, se le connessioni descritte non hanno una direzionalità (mij=mji). La costruzione della matrice è quindi strettamente legata alla metodologia utilizzata per la stima delle interazioni. L'analisi dei grafi può essere effettuata a livello dei singoli nodi, tramite il calcolo di indici locali, o a livello di intera rete tramite il calcolo di indici globali. Il calcolo di questi indici consente di descrivere proprietà di segregazione del sistema, ovvero la specializzazione di alcune aree cerebrali a sostegno di una specifica funzione, e proprietà di integrazione, ovvero reclutamento sinergico delle suddette aree specializzate a sostegno di funzioni più complesse.

### Indici Locali
Gli indici locali descrivono proprietà inerenti agli specifici nodi e misurano dunque la proprietà di segregazione del sistema. Tra i più noti:
1. node degree o grado del nodo, quantifica il numero di connessioni del nodo i-esimo con il resto della rete; l'insieme dei gradi dei nodi della rete costituisce una distribuzione. Le reti complesse sono generalmente caratterizzate da distribuzioni non-Gaussiane. La tendenza di nodi ad elevato node degree di aggregarsi tra loro è indicata dalla proprietà di assortativity.
2. node strength o forza del nodo, è l'equivalente del grado del nodo per matrici pesate e risulta dalla somma dei pesi di tutti i nodi direttamente connessi al nodo i-esimo.
3. clustering coefficient o coefficiente di clustering, quantifica la capacità di un nodo i-esimo di creare cluster con i nodi adiacenti. L'interazione tra nodi adiacenti può essere quantificata in termini di ricorrenza di pattern o motifs.
4. modularity o modularità, è la proprietà della rete di formare cluster compatti e fittamente connessi al loro interno e scarsamente connessi uno all'altro.

### Indici Globali
Gli indici globali descrivono proprietà dell'intera rete e dell'intero sistema. Tra gli altri troviamo:
1. network density, densità o costo della rete, quantifica il numero di connessioni effettive rispetto al numero di connessioni possibili totali.
2. characteristic path length o lunghezza media caratteristica, misura il percorso più corto esistente tra una coppia di nodi in termini di numero di nodi attraversati.
3. global efficiency o efficienza globale, descritta matematicamente come l'inverso della lunghezza caratteristica, indica l'efficienza di comunicazione dell'informazione nel sistema.

I sistemi caratterizzati da elevato coefficiente di clustering e da una lunghezza caratteristica breve, che misurano rispettivamente la capacità di segregazione ed integrazione di una rete, costituiscono un'architettura nota come "small-world". Il concetto di small-worldness è stato proposto per la prima volta da Watts e Strogatz per descrivere le reti sociali come reti caratterizzate da configurazione intermedia tra una topologia random e una topologia regolare. Analogamente le proprietà di segregazione ed integrazione osservate nell'encefalo riflettono il bilanciamento tra una minimizzazione dei costi delle risorse ed una massimizzazione del flusso di informazioni nella rete.
Infine, per quantificare l'influenza di un nodo i-esimo sulla rete, si considera la proprietà di centralità (centrality) del nodo. Diversi indicatori possono determinare la centralità di un nodo tra cui il grado o la forza dello stesso, o la localizzazione del nodo e come questa influisca sull'efficienza di scambio dell'informazione (betweenness centrality).
I nodi ad elevata influenza e centralità all'interno della rete, che garantiscono dunque una comunicazione efficiente, sono noti come hub.

### Matrici di connettività
Nel campo della connettomica su macroscala le matrici utilizzate per rappresentare le reti sono note come matrici di connettività. In questo caso, i nodi, elementi fondamentali della matrice, vengono identificati come aree cerebrali derivanti da parcellizzazioni basate su atlanti. A seconda del tipo di connessione descritta le matrici di connettività si distinguono in matrici di connettività strutturali o funzionali. 
Per la costruzione delle matrici di connettività strutturale la stima delle connessioni è normalmente effettuata a partire da acquisizioni di imaging a risonanza magnetica pesata in diffusione (DWI). In questo caso le connessioni rappresentano i fasci di materia bianca, costituiti dalle proiezioni assonali, che uniscono anatomicamente aree corticali e sottocorticali distinte. Le matrici di connettività strutturale sono simmetriche e generalmente sparse, ovvero molti degli elementi costituenti sono nulli, poiché non tutte le possibili coppie di nodi condividono una connessione anatomica esistente. Inoltre queste matrici sono relativamente stabili nel tempo, anche se possono essere comunque soggette a modificazioni dovute a fenomeni di plasticità cerebrale. 
La costruzione delle matrici di connettività funzionale viene effettuata stimando le connessioni a partire da acquisizioni di imaging di risonanza magnetica funzionale. In questo caso le connessioni rappresentano dipendenze statistiche (generalmente correlazioni) tra serie temporali che misurano l'attivazione neurale in aree di materia grigia. In questo caso i pesi possono essere sia positivi, se le attivazioni tra aree sono sinergiche, che negativi in caso contrario. Inoltre le connessioni funzionali possono essere caratterizzate da una specifica direzionalità e risultare dunque in matrici non simmetriche (mij≠mji). In questo caso si parla di connettività effettiva (o causale), la quale può essere stimata tramite elettroencefalogramma, grazie all'elevata risoluzione temporale offerta da questa tecnica.
Infine, contrariamente a quelle strutturali, le matrici di connettività funzionale sono dense (pochi elementi sono nulli) e altamente variabili nel tempo. 
Per via delle diverse caratteristiche di connettomi strutturali e funzionali si differenziano anche gli indici di teoria dei grafi impiegati per definirne la topologia.

### Connettogramma

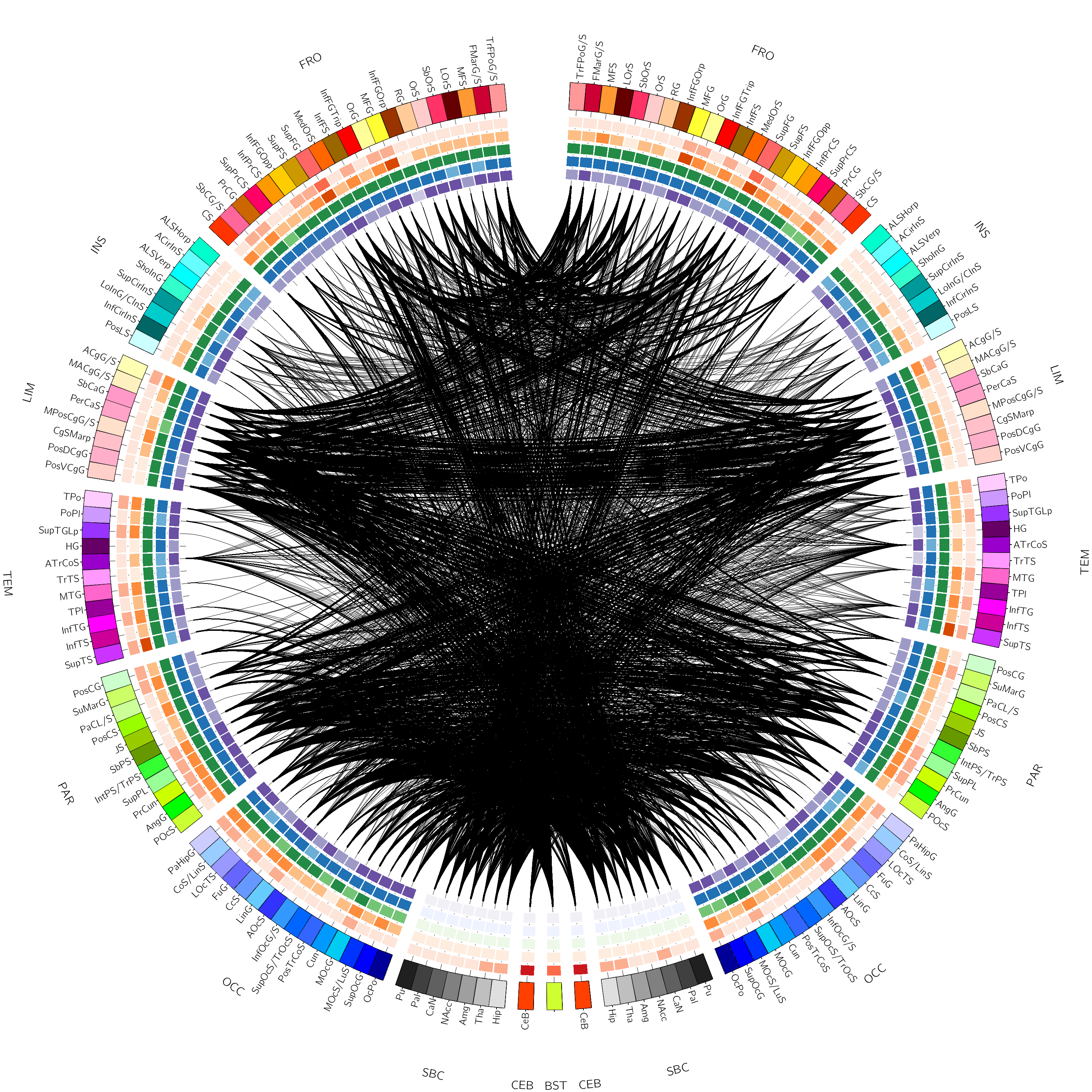
Esempio di connettogramma strutturale derivato da MRI DWI

I connettogrammi sono diagrammi circolari che consentono una facile visualizzazione del connettoma, altrimenti rappresentato in forma matriciale.
Lungo la circonferenza del connettogramma vengono rappresentati i nodi, ovvero le unità fondamentali della rete, mentre le connessioni tra coppie di nodi sono rappresentate come archi. Questa rappresentazione grafica, nota in precedenza per applicazioni nel campo della genomica, è stata introdotta per la visualizzazione del connettoma umano da Irimia e colleghi. Analogamente alle matrici di connettività i connettogrammi possono descrivere proprietà strutturali o funzionali dell'encefalo.

## Applicazioni
Lo studio della connettomica ha reso possibile l'identificazione di proprietà macroscopiche condivise da diversi sistemi complessi. La proprietà di small-worldness, ad esempio, apprezzata a diverse scale e livelli di organizzazione, caratterizza consistentemente le reti cerebrali (strutturali e funzionali) nell'uomo e in altri mammiferi. Da studi di connettomica strutturale che utilizzano la risonanza magnetica pesata in diffusione, si è osservato come le reti analizzate mostrino un elevato coefficiente di clustering ed una ridotta lunghezza media caratteristica, tipiche dell'architettura small-world. Analogamente, tramite risonanza magnetica funzionale, si è osservato come questa proprietà sia condivisa dal connettoma funzionale.
A livello strutturale inoltre, sono state individuate diverse aree cerebrali caratterizzate da elevati indici di centralità, node strength e degree, che rappresentano dunque potenziali hub di rete. Tra queste troviamo, il precuneo, il cingolo anteriore e posteriore, l'insula e le cortecce frontale e parietale superiori. La localizzazione delle suddette aree è risultata consistente anche tra diverse specie di mammiferi. 
Il precuneo, il cingolo anteriore e posteriore sono stati analogamente identificati come hub funzionali; a questi si aggiungono la corteccia frontale ventro-mediale e la corteccia parietale inferiore.
Infine, svariati studi hanno proposto l'integrazione tra connettoma strutturale e funzionale al fine di investigare la relazione tra i pattern di connettività funzionale e la struttura anatomica sottostante. Questi hanno permesso di osservare come, a partire dalle basi strutturali, si possano prevedere le connessioni funzionali nonostante queste si stabiliscano, per definizione, anche in assenza di collegamenti strutturali diretti tra aree cerebrali distinte. L'isomorfismo tra reti funzionali e substrato strutturale è certamente prevedibile su lunghi intervalli di tempo, tuttavia l'adattamento e le modificazioni funzionali si manifestano su scale temporali molto più brevi. La dicotomia tra evoluzione dinamica del connettoma funzionale e relativa stabilità del substrato anatomico sottostante è ancora oggetto di studio.

### Aspetti clinici e traslazionali
La connettomica è stata applicata per studiare l'evoluzione dell'encefalo in condizioni fisiologiche, quali sviluppo e invecchiamento ed ai fini di osservarne le modificazioni dovute alla presenza di patologie psichiatriche e neurologiche. A queste ultime si fa spesso riferimento in termini di sindromi di disconnettività, ad indicare come i sintomi dovuti alla patologia siano da ricondurre a modificazioni topologiche su larga scala.
Un'applicazione fondamentale degli studi di connettomica è volta al confronto di network osservate in popolazioni di soggetti sani e pazienti, al fine di individuare potenziali biomarcatori della patologia. Alterazioni del coefficiente di clustering a livello locale e globale hanno permesso di discriminare pazienti con malattia di Alzheimer da soggetti sani, suggerendo come la perdita della proprietà di small-world possa costituire un potenziale marker clinico. Tuttavia, sono state riscontrate anche delle discrepanze tra studi che riportano alterazioni del coefficiente di clustering nei pazienti con malattia di Alzheimer, che risulterebbe aumentato nelle reti strutturali e ridotto in quelle funzionali. Analogamente, è stato osservato come il connettoma di soggetti affetti da schizofrenia si discosti da una topologia small-world a favore di una architettura più irregolare (random network).
Infine, un approccio empirico della connettomica prevede la modellazione di reti cerebrali (funzionali e strutturali) lesionate al fine di valutare l'impatto del danno focale sulla performance globale della rete. Questo approccio prevede l'eliminazione casuale di nodi o connessioni, o l'eliminazione mirata di nodi caratterizzati da elevato node degree (hubs). Studi simili basati su modelli computazionali hanno mostrato come l'eliminazione di hub dalla rete comportasse un'estesa alterazione della connettività funzionale consistentemente a quanto osservato in studi su lesioni cerebrali focali.

### Human Connectome Project
È un'iniziativa avviata nel 2010, promossa dal National Institutes of Health (NIH), che si propone di accelerare lo sviluppo delle neuroimmagini applicate allo studio della connettività cerebrale su larga-scala e condividere i dati raccolti e gli strumenti individuati con la comunità scientifica. Per la raccolta dati si utilizzano diverse tecniche non-invasive di neuroimmagini, tra le quali, risonanza magnetica funzionale, risonanza magnetica pesata in diffusione, magnetoencefalografia ed elettroencefalografia, allo scopo di mappare il connettoma umano a livello macroscopico.
Il progetto è stato articolato secondo 3 categorie che rispondono a specifiche domande di ricerca: studiare la connettività nell'adulto sano (Healthy Adult Connectomes), studiare la connettività durante il ciclo di vita (Lifespan Connectome Data) e studiare il connettoma in condizioni patologiche (Connectomes Related to Human Disease).
Recentemente è stata pubblicata una retrospettiva sullo stato del progetto che conta ad oggi oltre 27 Petabytes (1015) di dati condivisi, e più di 1500 citazioni da articoli scientifici inerenti al progetto.